# Bassy
Bassy település Franciaországban, Haute-Savoie megyében. Lakosainak száma 398 fő (2022. január 1.). Bassy Chanay, Corbonod, Challonges, Seyssel és Usinens községekkel határos.

## Népesség
A település népességének változása:
| Lakosok száma | 430  | 417  | 433  | 413  | 416  | 419  | 414  | 407  | 398  |
|               | 2013 | 2015 | 2016 | 2017 | 2018 | 2019 | 2020 | 2021 | 2022 |